# Marketing communautaire
 (mai 2010).
- Si vous ne connaissez pas le sujet, laissez ce bandeau (vous pouvez alors contacter les auteurs).
- Si vous supprimez le contenu mis en cause (vous pouvez préalablement contacter les auteurs),

argumentez précisément cette suppression dans la page de discussion
(un manque de référence n'est pas un argument ; une recherche réelle de référence doit avoir été effectuée, être formellement documentée).
 (mai 2010).
Si vous disposez d'ouvrages ou d'articles de référence ou si vous connaissez des sites web de qualité traitant du thème abordé ici, merci de compléter l'article en donnant les références utiles à sa vérifiabilité et en les liant à la section « Notes et références ».
Le marketing communautaire est une technique des plus récentes, développée en mercatique. À la suite de l’évolution de la société, les nouvelles générations que l’on peut qualifier de postmodernes, ont un comportement d’achat différent. Elles sont habituées à la surexposition publicitaire et adoptent une position de méfiance naturelle. Avec l’explosion des nouvelles technologies, notamment grâce à l’internet, l’information au sujet des produits et services est à présent disponible via l’expérience d’autres consommateurs.
En se regroupant en communautés, ils échangent et partagent des informations, réunies autour d’un affect commun (notion plus personnelle mais proche de celle de « centre d’intérêt »). Malgré le contexte publicitaire omniprésent, le nouveau consommateur ne cherche donc pas à refuser en bloc l’information qui lui permet de consommer. En revanche, il se place dans une démarche active pour aller se renseigner, partager son expérience avec celle de sa « tribu » (même si là encore il faut différencier le concept de tribu et de communauté, le sens est néanmoins proche). Le marketing communautaire utilise donc ces regroupements pour se renseigner sur les besoins des consommateurs actuels, localiser les lieux virtuels de rassemblement (pour éventuellement y réaliser sa promotion) et encourager les prospects (clients potentiels) à se rendre sur les communautés. On s’éloigne ainsi de la segmentation du marketing classique, car ici la localisation géographique, l’âge, le sexe etc. sont rarement pertinents. La communauté est un groupe qui s’est auto-segmenté, selon un désir d’ « être-ensemble », une émotion collective, un besoin de partager les choses que l’on aime.
Néanmoins, le succès du fonctionnement communautaire est intimement lié à la notion de désintéressement (monétaire) des contributeurs, qui permet aux membres de se faire confiance. Dans cette mesure, les interventions directes d’entreprises dans une démarche de marketing communautaire, peuvent être mal perçues par la communauté, même si les dites entreprises cherchent réellement à avoir une contribution positive. La récupération directe des communautés peut néanmoins être un succès, mais nécessite des moyens importants que seul de grands groupes semblent pour l’instant capable de réaliser (voir l’exemple Xbox Social). Dans cette mesure, le marketing communautaire doit se faire dans une démarche experte du comportement communautaire, au risque d’avoir l’effet contraire du but recherché. L’équilibre est délicat, néanmoins le marketing communautaire s’annonce comme l’une des prometteuses méthodes d’action pour les années futures, au même titre que les espoirs placés dans le marketing expérientiel.

## Le contexte postmoderniste
Le postmodernisme s’oppose au modernisme. Dans la conception moderniste de la société, l’individu tourne moins son espérance vers un dieu que vers le progrès ; il a foi dans le fait que la science peut apporter une forme de paradis sur Terre. 
Pour Jean-François Lyotard la transition actuelle de la postmodernité était aussi importante que celle qui s’opérait entre le Moyen Âge et la Renaissance. L’individu postmoderne cesse de penser que le futur est synonyme de panacée. Avec la découverte des nouveaux dangers, SIDA, réchauffement climatique, péril nucléaire etc. il regarde également vers le passé avec nostalgie. Il faut donc à la fois parvenir à vendre au consommateur un produit à la pointe de la technologie mais de préférence dans un packaging qui aura un goût d’ancien. 
Au niveau marketing, ce changement se perçoit par exemple dans la publicité. Des voitures de technologie récente sont vendues :
- dans un design plus ancien : Fiat 500, Mini Cooper  ;
- dans la simplicité : une Clio est présentée dans une course contre une fusée ou un avion de chasse. Elle perd bien évidemment le challenge, mais ensuite le texte et la voix off rappellent que cette voiture reste quand même la meilleure pour « faire du shopping » « emmener les enfants à l’école » « partir en weekend » (éléments basiques de la société, qui renvoient à une conception simple ou un stéréotype des années 50). Dans ce cas, la publicité place la fusée dans le contexte moderne et la voiture dans le contexte postmoderne.

Michel Maffesoli considérait que la postmodernité était « une synergie de l’archaïsme et du développement technologique ». En ce qui concerne le consommateur, le comportement archaïque peut se traduire notamment par le tribalisme. Il ne se voit pas comme un simple citoyen du monde, mais plutôt comme un membre de plusieurs groupes. Il se reconnaît plus facilement comme fan d’une équipe de football que comme partisan d’une manifestation populaire dans la rue. Ce penchant le pousse à se tourner vers la communauté lorsqu’il doit acheter, pour obtenir informations et conseils. De même, son envie personnelle de partager son savoir est liée au sentiment d’appartenance au groupe mais aussi au désir d’une valorisation personnelle. La nouvelle génération est considérée par Bernard Cova comme « la reine de l’engagement éphémère » dans la mesure où beaucoup d’internautes sont simplement de passage sur les communautés. L’immédiateté et la disponibilité de l’information favorisent les comportements utilitaristes dans l’instant et d’inconstance à long terme, même si les communautés disposent quand même d’un socle solide de membres fidèles. 
Aujourd’hui on passe plus de temps à consommer qu’à travailler (Par semaine, 60h de sommeil, 40h de travail, 68h de consommation : transport, loisirs, recherche d’information, achats…). La consommation est tellement simple qu’on oublie sa présence : au-delà de pousser le chariot, il y a toute la consommation invisible qui augmente le chiffre : utilisation de l’électricité (TV, appareils ménagers, lumières), de l’eau, du carburant (12h de transport/semaine). Dans cette mesure, pour se décrire, l’individu se définit mieux par ce qu’il consomme que par son travail. Le « I am what I share » (traduction : Je suis ce que je partage) communautaire se comprend plus facilement et expliquent pourquoi les membres sont actifs.

## La surexposition publicitaire et la démarche du marketing communautaire
La société de consommation place l’individu sous un bombardement publicitaire perpétuel. Il y a la publicité facile à identifier dans l’imaginaire collectif : la publicité à la TV, les revues reçues dans la boîte aux lettres, les affiches sur la route. Mais également les nouvelles formes plus intrusives : démarchage téléphonique, internet (spam, pop-up, bandeaux défilants). Un point commun réunit toutes ces méthodes promotionnelles : le consommateur est passif.
Le marketing communautaire capte le consommateur qui est dans une démarche active. En se rassemblant dans les communautés centrées sur un affect commun, les internautes recherchent l’information sans attendre qu’elle vienne à eux. Ainsi, lorsqu’ils trouvent le renseignement recherché, ils sont parfaitement à l’écoute du message.
Il peut donc être intéressant pour les entreprises de réaliser du marketing communautaire, puisqu’une fois trouvée, la communauté représente un vivier de clients et de prospects : 
- le feedback (au sens communautaire, c'est l'opinion que les consommateurs donnent après avoir testé un produit) permet d’améliorer sa performance sans même avoir besoin d’initier sa propre enquête de satisfaction (souvent les membres de communauté ont des discussions très poussées sur les produits, on peut les considérer comme un public expert dans la mesure où ils échangent et débattent autour de sujets qu’ils aiment ou pratiquent depuis longtemps)[5].
- la communauté attire aussi les clients potentiels qui se renseignent sur le produit. La segmentation s’est réalisée en amont et l’entreprise n’a plus qu’à récolter les fruits de la présence des prospects sans forcément mettre en place une analyse de marché. L'effet de bouche à oreille se transmet sur un support virtuel, internet, et ne bénéficie plus seulement à deux personnes mais à l'ensemble de la communauté[6].

Le marketing communautaire ne représente pas non plus la panacée. L’auto-segmentation représente une chance, mais aussi une menace. En effet la communauté a pour fonction d’inclure mais également d’exclure. Elle est le siège d’un partage d’affect mais elle est aussi régie par ses codes (façon de s’exprimer, expérience des anciens membres à respecter, politique de modération de l’administrateur du site) qui peuvent ne pas convenir à tous. L’entreprise en se focalisant sur une localisation internet donnée, peut ainsi rater de nombreux clients et clients potentiels. C’est pour cela que l’approche communautaire ne doit pas se voir comme un outil de segmentation parfait. Une communauté est en réalité une myriade de micro-communautés éclatée sur la toile. L’approcher dans son ensemble prend du temps, représente un effort et nécessite de l’expertise. Dans cette mesure, elle reste couteuse en temps au même titre qu’une étude de marché classique.

## L’approche éthique et le désir de construire nécessaires à l’efficacité de la démarche communautaire
Pour l’entreprise, la connaissance de la cible au-delà des aspects traditionnels de marketing est indispensable. Pour en savoir plus, les outils habituels sont insuffisants et c’est pourquoi il est nécessaire d’entreprendre une démarche d’observation. L’entreprise va donc s’attacher à connaitre les lieux de réunions des individus ciblés, leurs valeurs, leurs rituels, leurs langages, etc. Pour devenir une marque communautaire, la marque va devoir intégrer la « tribu », devenir un membre à part entière de celle-ci. Ce phénomène est appelé « observation participante » en anthropologie.
En obtenant les informations nécessaires à l’élaboration du profil des membres de la communauté,  l’entreprise va pouvoir se positionner de manière que sa marque apparaisse comme un lien social avant d’être associée à un bien. Idéalement le produit doit être un objet, symbole de reconnaissance entre les membres de la communauté, qui puisse véhiculer des valeurs propres à celle-ci autant que répondre à un besoin.
Le succès des communautés est lié au fait que les membres s’accordent une mutuelle confiance. Ils se donnent de l’information gratuitement, ils partagent dans but commun et non les uns au détriment des autres. Dès lors, l’apparition d’entreprise au sein des communautés a de grandes chances d’être mal perçue. Une entreprise est inévitablement associée au concept d’argent. L’argent n’étant pas quelque chose qui se crée dans la nature, le consommateur sait qu’il en est la source et que par conséquent, la présence d’une entreprise dans la communauté remet en question le concept d’échange gratuit. Il y a forcément une raison qui motive la présence de l’entreprise.
Le problème peut être résolu de différentes façons. Aux États-Unis, Xbox a par exemple mis d’importants moyens en œuvre pour organiser une partie de sa communauté, en lui fournissant un support d’échange. Ici, la marque est forte, le client joue le jeu car quelque part il se sait déjà conquis et ne subit pas l’action Xbox comme une agression. D’autant que ce n’est pas Xbox qui vient sur sa communauté, mais Xbox qui met à disposition des moyens. C’est ensuite l’internaute qui choisit de venir où non sur la communauté « officielle ». Évidemment, il faut une image de marque très forte pour pouvoir créer une communauté sur internet et lui donner la valeur de communauté officielle. Il faut par ailleurs avoir un nombre de clients importants pour que la communauté se suffisent à elle-même sans la présence de produit concurrents proche du même affect. Pour une entreprise de taille moyenne, par exemple un restaurant, même en faisant 100 couverts par jour il est difficile de créer une communauté pour son seul restaurant. En revanche, il existe des communautés d’échange d’avis sur tous les restaurants (exemple de cityvox.fr), et le nombre de visiteurs permet d’y maintenir une communauté active. 
Une autre méthode peut être le recours à des testeurs indépendants. En France, Winsiders se propose de tester les produits et services d’une entreprise, pour ensuite diffuser son opinion sur les communautés virtuelles adaptées. L’éthique est alors primordiale pour une entreprise de ce genre, car elle se doit de donner une opinion sincère sur ses clients en dépit du fait qu’elle travaille pour leur compte. L’entreprise le précise d’ailleurs bien sur sa page d’éthique et dans ces conditions de vente : « Winsiders s’engage à agir comme un consommateur qui donne son avis en tant qu’usager d’une marque. La rémunération perçue correspond au fait d’agir au sein des communautés et non au fait de donner une opinion systématiquement positive au sujet des clients. Ainsi, Winsiders participe à la communauté de façon constructive, sans la détourner de son but premier qui est l’échange et le partage d’information entre consommateurs. ». L’entreprise prend donc forcément un risque en faisant appel à un testeur, mais on peut considérer que la confiance en la fiabilité de son produit est un préalable indispensable à une action promotionnelle. Par conséquent la démarche peut être intéressante.
Une autre méthode réside dans une approche discrète de la marque, avec un outil récent et de plus en plus exploité : le marketing viral. De cette manière, les individus ne verront pas les actions de la marque comme des actions commerciales mais au contraire ils véhiculeront eux-mêmes la campagne de communication. Les outils les plus en vogue chez les entreprises pour créer de véritables liens communautaires sont les blogs et les réseaux sociaux.

### Exemples de marketing communautaire appliqués aux jeux vidéo
La licence FIFA sports, édité par Electronic Arts produit entre autres les principaux jeux de sport en Europe et dans le monde, que ce soit le football, le basket-ball, le hockey sur glace, le baseball, le golf, etc. En réduisant le champ d'observation au football, on peut constater que la marque a intégré le concept de communauté. Avec plus de 11.6 millions de fans sur le réseau social Facebook, EA Sports est une des licences de jeux vidéo comptant le plus de fans. Mais plus qu’un simple profil, cette page Facebook est un lieu d’échange, de partage, qui relaie des informations. La marque organise des tournois, des jeux concours, proposent les nouveaux produits de la licence sans être dans une approche envahissante. En publiant des documents tels que les plus belles actions de la semaine, la marque fait partie de la communauté. De nombreux sondages sont organisés, permettant à la communauté de choisir certains aspects du jeu. 
Dans la même idée, Electronic Arts utilise les réseaux sociaux pour une de ses plus grosses licences, Battlefield. Reprenant les mêmes idées,, la licence dispose en plus d’une télévision qui est alimentée en contenu chaque jour et dont certaines chroniques sont présentées par des YouTubers fameux.
Le marketing communautaire peut prendre également d’autres formes, et notamment s’appuyer sur des effets de mode. Dans son livre de référence sur le marketing tribal, Yohan Gicquel donne l’exemple d’un phénomène communautaire, lié aux jeux vidéo, le recyclage. Ce phénomène consiste pour un individu à se réapproprier des objets dits anciens. Ces objets sont souvent chargés de souvenirs et une forte valeur symbolique. On connait ce concept avec la console Atari, qui a rendu célèbre le jeu Pong. Elle est devenue un vrai objet de collection. La marque Atari a d’ailleurs développé un ordinateur moderne reprenant la charte graphique de la console presque légendaire. Il s’agit finalement de recréer une tendance autour d’un produit oublié et désuet. Pour de nombreux joueurs devenus collectionneurs, rassembler les consoles ayant existé est une passion. Une réelle communauté s'est créée autour des collectionneurs, qui se retrouvent pour chiner ensemble, partager leurs souvenirs, échanger des consoles ou des jeux.

## Conclusion
La notion de marketing communautaire peut également être plus délicate à maîtriser. Un site comme ciao.fr représente ainsi une vaste communauté d’internautes qui donnent leur avis sur toutes sortes de produits et services. Ciao rémunère ensuite ses membres pour les avis qu’ils postent, qu’ils soient positifs ou négatifs, Ciao exige simplement de ses membres qu’ils soient objectifs. Les entreprises dont on débat ne participent pas au processus financier (en tout cas de façon visible, puisque l’identité réelle d’un posteur internet n’est jamais connue, mais cela reste valable pour tout le marketing lié à internet et pas seulement pour Ciao) et par conséquent Ciao ne réalise pas leur marketing communautaire. Néanmoins, les clients et prospects d’une marque se retrouvent sur une même communauté qui influence leur future décision d’achat. De même, les entreprises peuvent se servir du feedback pour améliorer leurs propres produits. Les éléments du marketing communautaire sont donc présent, mais ne sont pas provoquer par une seule entité.
Si le marketing classique est essentiellement drivé par l’entreprise commercialisant son produit, le marketing communautaire apparaît donc plus comme une interaction entre l’entreprise, le client ou client potentiel, et l’intermédiaire support qui les met en relation.